# Elsted
Elsted är en by i civil parish Elsted and Treyford, i distriktet Chichester, i grevskapet West Sussex i England. Byn är belägen 15 km från Chichester. Elsted var en civil parish fram till 2003 när blev den en del av Elsted and Treyford. Civil parish hade 188 invånare år 1961. Byn nämndes i Domedagsboken (Domesday Book) år 1086, och kallades då Halestede.